# Barranc de Sant Gregori
El barranc de Sant Gregori és un barranc del Pallars Jussà que es forma a l'interfluvi de la llau del Rengat i la llau del Romeral, del terme de Castell de Mur (antic terme de Mur).
Discorre majoritàriament en direcció est, però fent molts meandres a causa del terreny que travessa. A partir del seu punt d'arrencament, el barranc de Sant Gregori rep tot d'afluents de llaus i barrancs de les muntanyes que marquen la seva vall, força profunda sobretot respecte del seu límit meridional, entre els quals destaquen les llaus del Toll i del Boix, per la dreta, el barranc de la Font de Borrell per l'esquerra, la llau de la Vinya del Serrat, per la dreta, el barranc del Coscollar, per l'esquerra, la llau de Sant Miquel i els barrancs de Rius, del Ruc i de Salze per la dreta.
Finalment, s'aboca en el barranc de l'Espona prop dels Horts del Torrent.